# Joseph N. Dolph

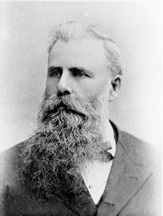
Joseph N. Dolph

Joseph Norton Dolph, född 19 oktober 1835 i Tompkins County (nuvarande Schuyler County), New York, död 10 mars 1897 i Portland, Oregon, var en amerikansk republikansk politiker. Han representerade delstaten Oregon i USA:s senat 1883–1895.
Dolph studerade juridik och inledde 1861 sin karriär som advokat i Schuyler County, New York. Han flyttade 1862 till Oregon och tjänstgjorde som stadsåklagare i Portland 1864–1865. Han arbetade sedan som federal åklagare 1865–1868.
Dolph efterträdde 1883 La Fayette Grover som senator för Oregon. Han efterträddes 1895 av George W. McBride.
Dolph avled 1897 och gravsattes på River View Cemetery i Portland.